# Andreï Makine
Andreï Makine (ryska: Андрей Ярославович Макин, Andrej Jaroslavovitj Makin), född 10 september 1957 i Krasnojarsk, Sovjetunionen, är en rysk-fransk författare. Han är bosatt i Frankrike sedan 1987. 1995 mottog han Goncourtpriset för romanen Det franska testamentet. Han har översatts till ett trettiotal språk.

## Biografi
Makine växte upp i staden Penza ungefär 70 mil sydost om Moskva. Han lärde redan som pojke känna Frankrike och franska via sin franska mormor. Han skrev dikter på både franska och modersmålet ryska.
Han reste till Frankrike 1987 som deltagare i ett utbytesprogram för lärare och beslöt sig för att stanna. Han beviljades politisk asyl och var fast besluten att försörja sig som författare på franska. Makine var dock tvungen att presentera sina första manuskript som översättningar från ryska för att övervinna förlagens skepticism att en nyanländ exilryss kunde skriva flytande på ett andraspråk. Efter nedslående reaktioner på hans två första romaner, tog det åtta månader att hitta en förläggare till den fjärde, Le testament français. Slutligen publicerades den i Frankrike 1995, och blev den första i historien att vinna både Goncourtpriset, Medicispriset och Goncourtpriset för studenter. Den kom ut på svenska under titeln Det franska testamentet 1998.
2016 invaldes Makine i Franska Akademien.
Hans julmysterium Le monde selon Gabriel (2007) har iscensatts för teater i Nederländerna.
Makine har sedan Rysslands invasion av Ukraina 2022 hävdat att det ryska anfallskriget mot Ukraina ett "resultat av Natos kriminella strategi".